# Grand Prix automobile des Pays-Bas 1963
GP précédent GP suivant
Le Grand Prix des Pays-Bas 1963 (XII Grote Prijs van Nederland), disputé sur le circuit de Zandvoort le 23 juin 1963, est la cent-quatorzième épreuve du championnat du monde de Formule 1 courue depuis 1950 et la troisième manche du championnat 1963.

## Contexte avant la course

### Le championnat du monde
Depuis 1961, la Formule 1 suit la réglementation 1 500 cm3 (dérivée de l'ancienne Formule 2 de la période 1957 à 1960). Initialement prévue pour une période de trois ans, la formule a été prolongée de deux années supplémentaires par la Commission sportive internationale, garantissant la stabilité technique jusqu'à fin 1965. La réglementation s'appuie sur les points suivants :
- interdiction des moteurs suralimentés
- cylindrée minimale : 1 300 cm3
- cylindrée maximale : 1 500 cm3
- poids minimal : 450 kg (à sec)
- double circuit de freinage obligatoire
- arceau de sécurité obligatoire (le haut du cerceau devant dépasser le casque du pilote)
- démarreur de bord obligatoire
- carburant commercial
- ravitaillement en huile interdit durant la course

La saison 1963 a débuté sous les mêmes auspices que la précédente, Graham Hill et Jim Clark se disputant à nouveau le titre mondial. Champion en titre, Hill a remporté l'épreuve inaugurale à Monaco sur sa BRM après l'abandon de son rival ; le Grand Prix de Belgique a toutefois permis à Clark de rétablir l'équilibre, le pilote écossais ayant nettement dominé l'épreuve au volant de sa Lotus. C'est toutefois Bruce McLaren qui occupe la tête du championnat à l'issue des deux premières manches, grâce aux deux places d'honneur acquises sus sa Cooper.

### Le circuit
Achevé au printemps 1948, le circuit permanent de Zandvoort fut inauguré quelques mois plus tard à l'occasion d'une course de Formule 1 remportée par la Maserati du Prince Bira. Sillonnant les dunes du bord de mer, à l’ouest d'Haarlem, la piste, assez sinueuse, est en permanence balayée par les vents marins qui la tapissent de sable, rendant l'adhérence précaire. Le record du tour est depuis 1960 détenu par Stirling Moss, auteur d'un tour à 160,9 km/h sur sa Lotus F1.

## Monoplaces en lice
- BRM P57 & P61 "Usine"

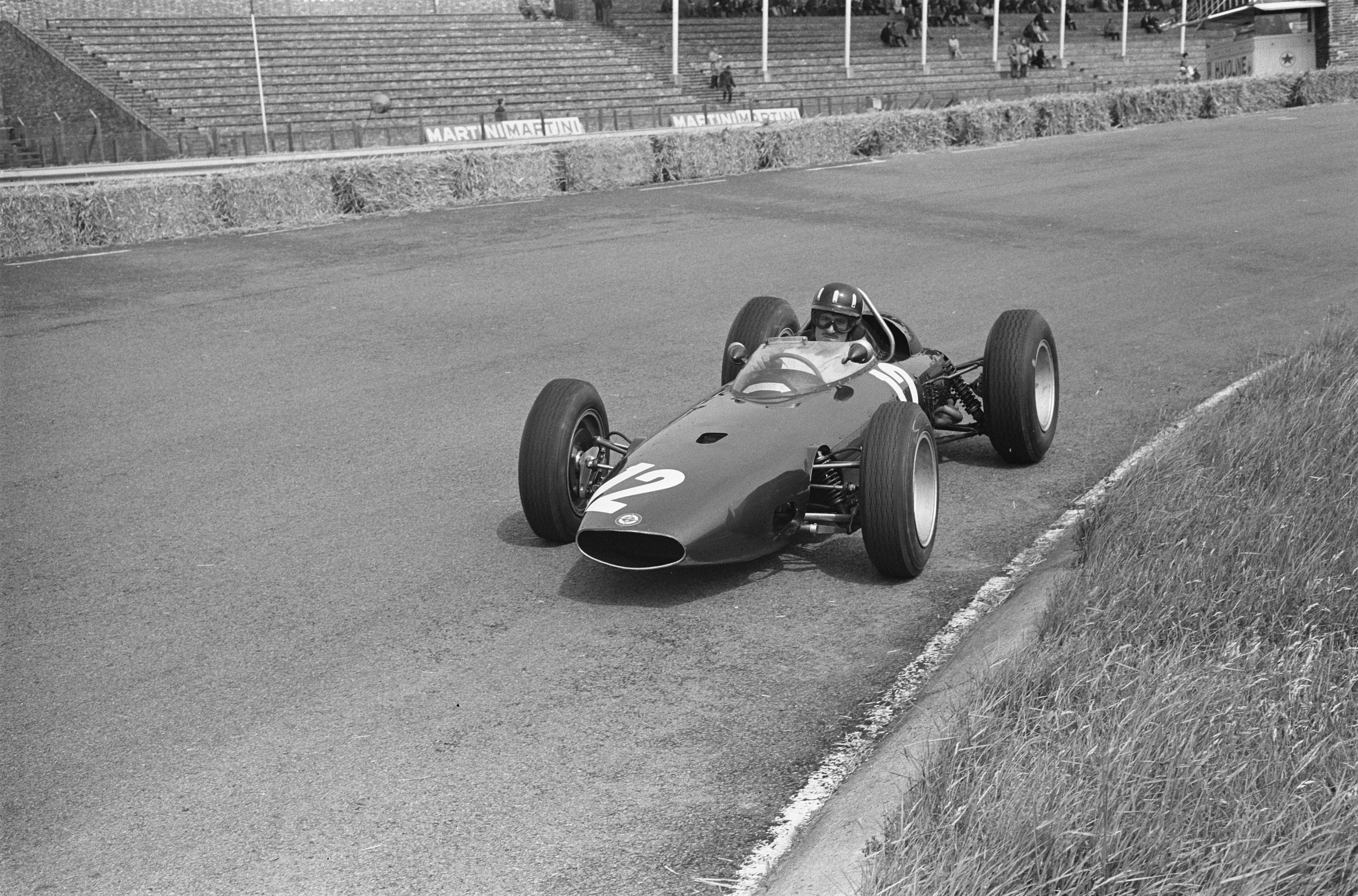
La BRM P57 de Graham Hill.

L'équipe britannique étrenne sa nouvelle P61 dont la partie centrale est à structure monocoque, l'arrière du châssis étant tubulaire. La P61 reprend les principaux éléments mécaniques de sa devancière, la P57 à châssis multitubulaire : moteur V8 à injection indirecte Lucas développant 208 chevaux à 11000 tr/min, ainsi que la boîte de vitesses à six rapports apparue lors du Grand Prix de Belgique. L'ensemble pèse 470 kg à vide, soit 5 kg de moins que la P57. Cette nouvelle monoplace est aux mains de Graham Hill, qui dispose également de son habituelle P57, avec boîte cinq vitesses, alors que celle de son coéquipier Ginther est équipée de la nouvelle boîte six.
- Lotus 25 "Usine"

Colin Chapman aligne trois Lotus 25 à châssis monocoque. Très rigides, ces légères monoplaces (455 kg à sec) bénéficient d'une excellente tenue de route mais exigent une position de conduite très allongée. Hormis la voiture de réserve encore équipée d'un moteur de l'année précédente, à carburateurs, elles disposent de la dernière version du moteur V8 Coventry Climax FWMV, à injection indirecte Lucas, développant 198 chevaux à 9500 tr/min. Celle confiée à Jim Clark fait appel à une boîte de vitesses ZF à cinq rapports, tandis que sur celle de son coéquipier Trevor Taylor on expérimente la nouvelle boîte Colotti à six vitesses.
- Lotus 24 privées

Si l'écurie Lotus réserve les Lotus 25 à ses pilotes officiels, elle commercialise cependant ses modèles 24 (châssis tubulaire, 455 kg) pour les écuries et pilotes privés. Ils peuvent être équipés au choix d'un moteur V8 BRM ou d'un V8 Climax. Bien qu'ayant cette année construit sa propre monoplace, l'équipe British Racing Partnership (BRP), dirigée par Alfred Moss et Ken Gregory, a conservé sa Lotus 24 de la saison précédente, désormais équipée d'un moteur BRM à injection. Elle sert de voiture de réserve à Innes Ireland, et pourrait éventuellement être utilisée en course par Jim Hall, BRP ayant fait une demande d'engagement pour le pilote texan après avoir appris le forfait de l'équipe Scirocco. Courant sur sa Lotus 24 personnelle (rachetée à son ex-employeur Georges Filipinetti), Joseph Siffert avait commencé la saison avec un V8 BRM à carburateurs, mais le pilote suisse dispose désormais d'une version à injection. Reg Parnell dispose également d'une Lotus 24 (avec moteur V8 Climax) en réserve pour son pilote Chris Amon.
- Cooper T66 "Usine"

John Cooper a engagé deux T66 à moteur V8 Climax à injection pour Bruce McLaren et Tony Maggs. Ces monoplaces à châssis tubulaire, conçues par Owen Maddock, pèsent 460 kg. Elles sont équipées d'une boîte de vitesses à six rapports. Toutes deux disposent désormais du pare-brise profilé, testé par McLaren à Spa-Francorchamps.
- Cooper T60 & T66 privées

Rob Walker a amené deux voitures pour son pilote Joakim Bonnier, une T66 acquise quelques semaines plus tôt qui n'a encore jamais couru et la T60 avec laquelle le Suédois a effectué le début de saison. Les deux monoplaces sont dotées d'un moteur V8 Climax à injection, la T66 disposant de la nouvelle boîte de vitesses Colotti à six rapports alors que la T60 est équipée d'une boîte six Cooper.
- Ferrari 156 "Usine"

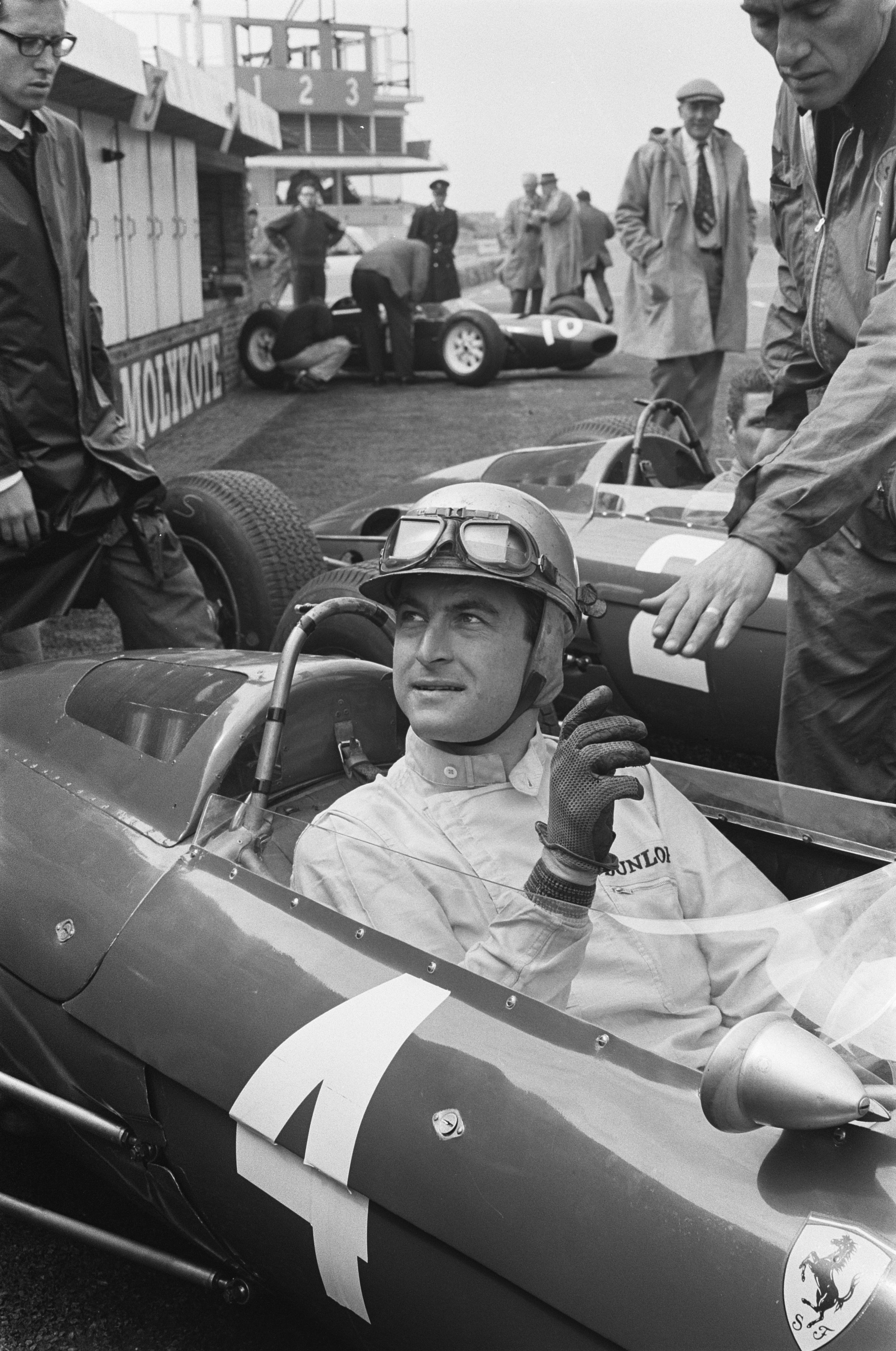
Premiers pas de Ludovico Scarfiotti en Grand prix.

La Scuderia Ferrari engage deux 156-63 pour John Surtees et Ludovico Scarfiotti, ce dernier remplaçant Willy Mairesse, souffrant de brûlures au visage à la suite de l'incendie de sa voiture le week-end précédent, lors des 24 Heures du Mans. Le pilote italien, spécialiste en sport-prototype, n'avait jusqu'alors jamais piloté de formule 1 en course et a seulement effectué un test d'une dizaine de tours sur le circuit de Modène quelques jours plus tôt. Modèle intermédiaire (la monoplace à châssis monocoque étant attendue en septembre), la 156-63 à structure tubulaire est équipée d'un moteur V6 à injection directe Bosch, développant 200 à 10500 tr/min, associé à une boîte de vitesses à six rapports. Elle pèse 480 kg à vide.
- Brabham BT7 "Usine"

Le double champion du monde Jack Brabham est devenu constructeur de Formule 1 en 1962, en partenariat avec compatriote Ron Tauranac. Au départ seul pilote de son équipe, il a cette année engagé comme partenaire l'Américain Dan Gurney. Tous deux disposent des nouvelles BT7, à châssis multitubulaire, équipées d'un moteur V8 Climax à injection et d'une boîte de vitesses Hewland à cinq rapports. Ces monoplaces pèsent 470 kg à vide.
- ATS 100 "Usine"

Créée par des dissidents de la Scuderia Ferrari, la firme ATS a intégralement développé, en quelques mois, sous la direction de Carlo Chiti, une monoplace à châssis multitubulaire pourvue d'un moteur V8 de 190 chevaux. Pesant 460 kg, l'ATS 100 fait appel à une boîte de vitesses Colotti à six rapports. Les deux voitures construites, qui ont fait leur première apparition au Grand Prix de Belgique, sont aux mains de Phil Hill et Giancarlo Baghetti, auparavant pilotes Ferrari.
- BRP MK1 "Usine"

Également apparue au Grand Prix de Belgique, la BRP Mk1 est une monoplace à châssis monocoque. Pour sa conception, le chef mécanicien Tony Robinson s'est inspiré de la Lotus 25. Pesant 475 kg à vide, la BRP utilise un moteur V8 BRM à injection, désormais accouplé à une boîte de vitesses Colotti à six rapports. Un seul exemplaire a été réalisé, confié à Innes Ireland.
- Lola Mk4 privées

La voiture confiée à Lucien Bianchi ayant été accidentée deux semaines auparavant à Francorchamps, l'équipe de Reg Parnell n'a engagé qu'une seule Lola Mk4, pour Chris Amon. Pesant 490 kg, cette monoplace à châssis multitubulaire a été conçue par Eric Broadley. Elle est dotée d'un moteur V8 Climax à carburateurs (185 chevaux) et d'une boîte de vitesses Colotti à six rapports.
- Porsche 718 privée

Pour son épreuve nationale, Carel Godin de Beaufort a engagé ses deux Porsche 718 (moteur quatre cylindres à plat refroidi par air, 165 chevaux), le pilote néerlandais étant épaulé par l'Allemand Gerhard Mitter.
- Scirocco SP

Le mécène américain Hugh Powell avait engagé deux Scirocco SP à moteur V8 BRM pour Tony Settember et Ian Burgess, mais a finalement dû déclarer forfait, le premier châssis ayant été accidenté à Francorchamps tandis que construction de la deuxième voiture n'est pas terminée.

## Coureurs inscrits

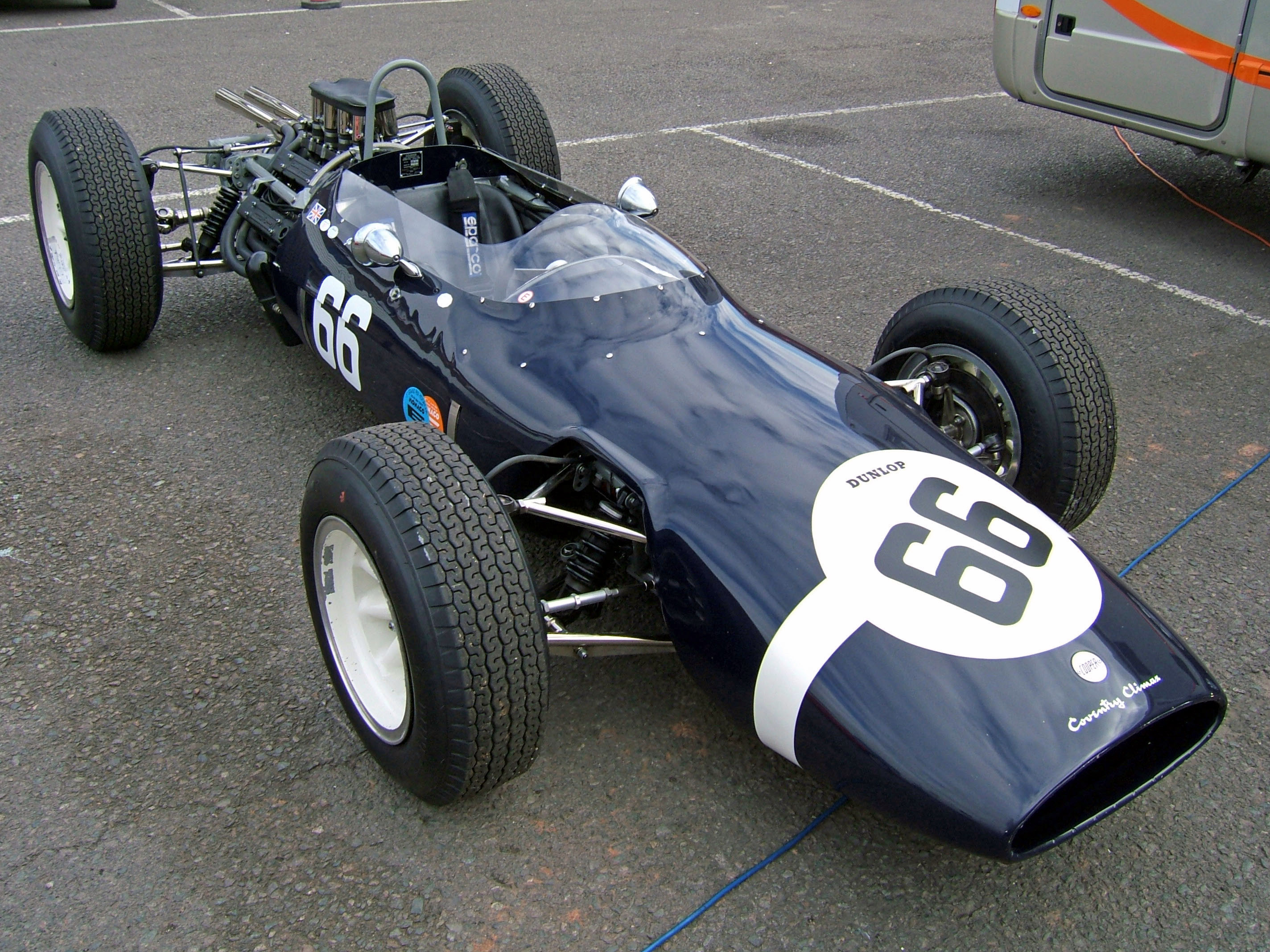
La Cooper T66 de Joakim Bonnier, aux couleurs de Rob Walker. Le moteur donnant des signes de faiblesses à la fin des essais, Bonnier préférera prendre le départ sur l'ancien modèle.

| no  | Pilote                  | Écurie                      | Constructeur | Modèle         | N° châssis | Moteur                  | Pneumatiques | Commentaire                                         |
| --- | ----------------------- | --------------------------- | ------------ | -------------- | ---------- | ----------------------- | ------------ | --------------------------------------------------- |
| 2   | John Surtees            | SpA Ferrari SEFAC           | Ferrari      | Ferrari 156-63 | 156/0003   | Ferrari 178 V6 (120°)   | D            |                                                     |
| 4   | Ludovico Scarfiotti     | SpA Ferrari SEFAC           | Ferrari      | Ferrari 156-63 | 156/0002   | Ferrari 178 V6 (120°)   | D            |                                                     |
| 6   | Jim Clark               | Team Lotus                  | Lotus        | Lotus 25       | 25 R4      | Coventry Climax FWMV V8 | D            |                                                     |
| 8   | Trevor Taylor           | Team Lotus                  | Lotus        | Lotus 25       | 25 R2      | Coventry Climax FWMV V8 | D            |                                                     |
| T8  | Jim Clark Trevor Taylor | Team Lotus                  | Lotus        | Lotus 25       | 25 R3      | Coventry Climax FWMV V8 | D            | mulet - moteur en version carburateurs              |
| 10  | Chris Amon              | Reg Parnell Racing          | Lola         | Lola Mk4A      | BRGP-44    | Coventry Climax FWMV V8 | D            |                                                     |
| T10 | Chris Amon              | Reg Parnell Racing          | Lotus        | Lotus 24       | 24-943     | Coventry Climax FWMV V8 | D            | mulet                                               |
| 12  | Graham Hill             | Owen Racing Organisation    | BRM          | BRM P57        | 5785       | BRM P56 V8              | D            |                                                     |
| T12 | Graham Hill             | Owen Racing Organisation    | BRM          | BRM P61        | 611        | BRM P56 V8              | D            | mulet                                               |
| 14  | Richie Ginther          | Owen Racing Organisation    | BRM          | BRM P57        | 5784       | BRM P56 V8              | D            |                                                     |
| 16  | Jack Brabham            | Brabham Racing Organisation | Brabham      | Brabham BT7    | F1-2-63    | Coventry Climax FWMV V8 | D            |                                                     |
| 18  | Dan Gurney              | Brabham Racing Organisation | Brabham      | Brabham BT7    | F1-1-63    | Coventry Climax FWMV V8 | D            |                                                     |
| 20  | Bruce McLaren           | Cooper Car Company          | Cooper       | Cooper T66     | F1-4-63    | Coventry Climax FWMV V8 | D            |                                                     |
| 22  | Tony Maggs              | Cooper Car Company          | Cooper       | Cooper T66     | F1-5-63    | Coventry Climax FWMV V8 | D            |                                                     |
| 24  | Phil Hill               | Automobili Turismo e Sport  | ATS          | ATS 100        | 100-01     | ATS V8                  | D            |                                                     |
| 26  | Giancarlo Baghetti      | Automobili Turismo e Sport  | ATS          | ATS 100        | 100-02     | ATS V8                  | D            |                                                     |
| 28  | Joakim Bonnier          | Rob Walker Racing Team      | Cooper       | Cooper T66     | F1-2-63    | Coventry Climax FWMV V8 | D            | voiture non utilisée pour la course (moteur)        |
| 28  | Joakim Bonnier          | Rob Walker Racing Team      | Cooper       | Cooper T60     | F1-18-61   | Coventry Climax FWMV V8 | D            | voiture utilisée en course                          |
| 30  | Innes Ireland           | British Racing Partnership  | BRP          | BRP MkI        | BRP/1-63   | BRM P56 V8              | D            |                                                     |
| T30 | Innes Ireland Jim Hall  | British Racing Partnership  | Lotus        | Lotus 24       | 24-944     | BRM P56 V8              | D            | voiture pilotée en course par Jim Hall sous le n°42 |
| 32  | Carel Godin de Beaufort | Ecurie Maarsbergen          | Porsche      | Porsche 718    | 718-201    | Porsche 547/3 F4        | D            |                                                     |
| 34  | Gerhard Mitter          | Ecurie Maarsbergen          | Porsche      | Porsche 718    | 718-202    | Porsche 547/3 F4        | D            |                                                     |
| 36  | Joseph Siffert          | Siffert Racing Team         | Lotus        | Lotus 24       | 24-950     | BRM P56 V8              | D            |                                                     |
| 38  | Tony Settember          | Scirocco Racing Cars        | Scirocco     | Scirocco SP    | SP-1-63    | BRM P56 V8              | D            | forfait                                             |
| 40  | Ian Burgess             | Scirocco Racing Cars        | Scirocco     | Scirocco SP    | SP-2-63    | BRM P56 V8              | D            | forfait                                             |

## Qualifications
Trois séances qualificatives sont programmées, le vendredi (une le matin, une l'après-midi) et le samedi après-midi précédant la course.

### Première séance - vendredi 21 juin (matin)
Le temps est sec lorsque commencent les premiers essais, mais une tempête a sévi la nuit précédente, perturbant les liaisons maritimes ; le bateau amenant les trois Lotus officielles de Grande-Bretagne a été retardé, reléguant Jim Clark et Trevor Taylor au rang de spectateurs. Graham Hill commence par tester sa nouvelle BRM P61 mais des problèmes de freins l'obligent bientôt à rentrer au stand avant d'avoir pu juger de son potentiel. Le champion du monde va se rabattre sur sa P57 pour le restant de la matinée, se montrant le plus rapide en piste avec un meilleur tour à 161,8 km/h de moyenne. Très spectaculaire au volant de sa BRP, Innes Ireland s'approche à trois dixièmes de seconde de Hill. L'Écossais prend ensuite le volant de sa voiture de réserve, une Lotus 24, avec laquelle il parvient à égaler le temps du pilote BRM. Tout comme Clark et Taylor, Dan Gurney n'a pu prendre la piste, le moteur de sa Brabham refusant de démarrer. Étrennant un nouveau châssis qui n'a jamais roulé, son coéquipier Jack Brabham n'a pu tourner qu'en fin de séance, établissant néanmoins le cinquième temps derrière la Ferrari de John Surtees et la Cooper de Bruce McLaren.
| Pos. | Pilote              | Écurie         | Temps        | Écart    |
| ---- | ------------------- | -------------- | ------------ | -------- |
| 1    | Graham Hill         | BRM            | 1 min 33 s 3 |          |
| 2    | Innes Ireland       | Lotus-BRM      | 1 min 33 s 3 | + 0 s 0  |
| 3    | John Surtees        | Ferrari        | 1 min 33 s 7 | + 0 s 4  |
| 4    | Bruce McLaren       | Cooper-Climax  | 1 min 34 s 1 | + 0 s 8  |
| 5    | Jack Brabham        | Brabham-Climax | 1 min 35 s 1 | + 1 s 8  |
| 6    | Joakim Bonnier      | Cooper-Climax  | 1 min 35 s 3 | + 2 s 0  |
| 7    | Tony Maggs          | Cooper-Climax  | 1 min 35 s 8 | + 2 s 5  |
| 8    | Richie Ginther      | BRM            | 1 min 37 s 2 | + 3 s 9  |
| 9    | Ludovico Scarfiotti | Ferrari        | 1 min 37 s 3 | + 4 s 0  |
| 10   | Chris Amon          | Lola-Climax    | 1 min 37 s 3 | + 4 s 0  |
| 11   | Phil Hill           | ATS            | 1 min 40 s 1 | + 6 s 8  |
| 12   | Giancarlo Baghetti  | ATS            | 1 min 49 s 7 | + 16 s 4 |

### Deuxième séance - vendredi 21 juin (après-midi)
Graham Hill commence la deuxième séance au volant de la P61, dont les freins ont été réparés, mais se rend vite compte que la tenue de route de la nouvelle voiture est problématique ; il se rabat une fois encore sur sa monoplace habituelle, avec laquelle il ne tarde pas à améliorer ses performances matinales. Ayant rapidement parachevé la mise au point de sa BT7, Brabham est également très à l'aise ; auteur d'un tour à 162,3 km/h de moyenne, il s'installe en haut de la hiérarchie et seul Hill, très rapide en fin de journée, parviendra finalement à le devancer, après avoir tourné à 163,7 km/h. Arrivées en fin de matinée, les Lotus officielles ont enfin pris la piste, mais ont rapidement été stoppées par des problèmes de boîte de vitesses. Clark a néanmoins réussi à égaler la performance de Brabham avant d'être immobilisé au stand. Ne disposant toujours pas de sa propre monoplace, Gurney a emprunté celle de son coéquipier pour assurer relativement prudemment sa qualification, à plus de trois secondes de son chef de file.

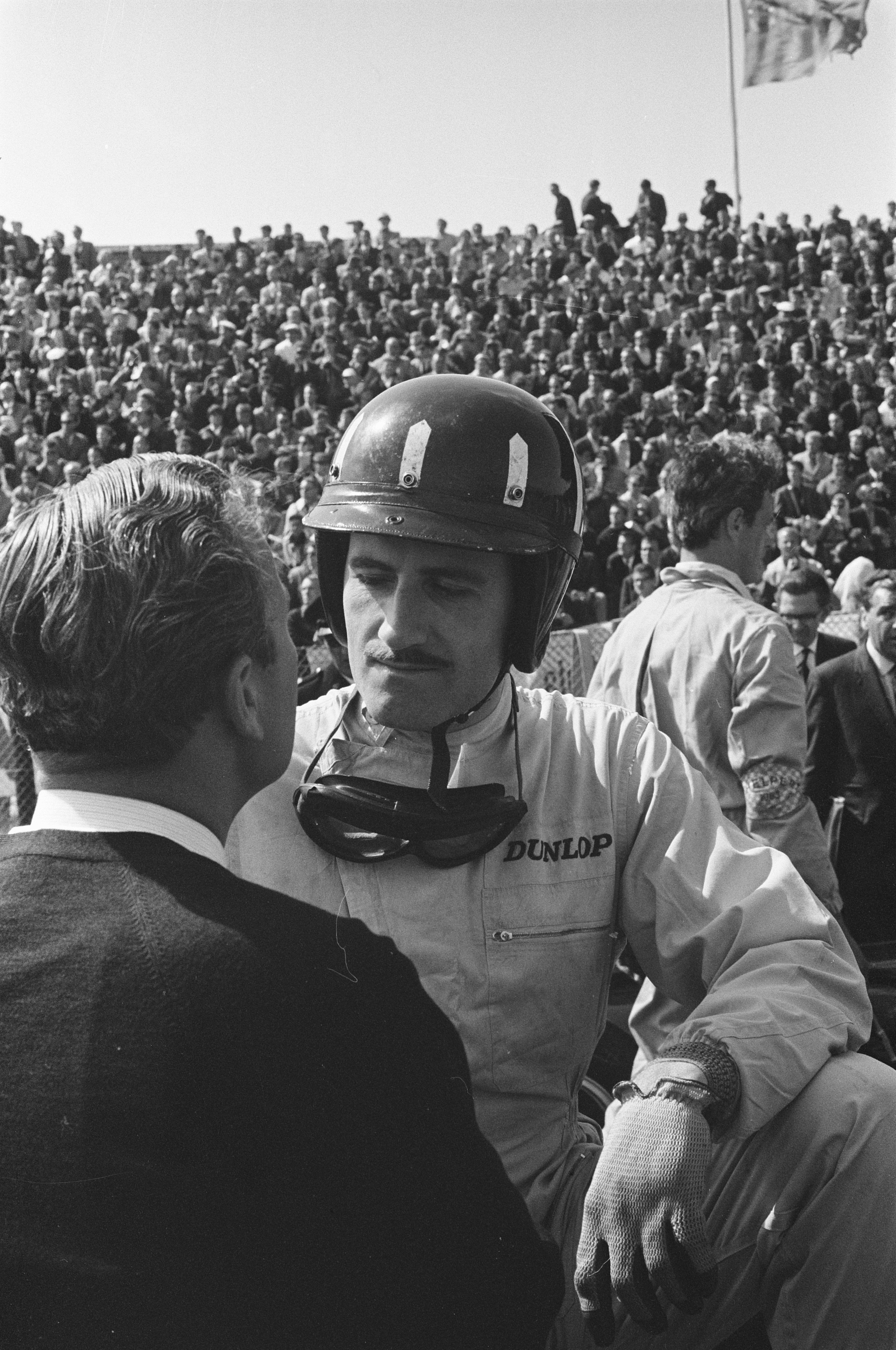
Graham Hill, ici en conversation avec Colin Chapman, s'est montré le plus rapide lors de cette première journée d'essais.

| Pos. | Pilote                  | Écurie         | Temps        | Écart   |
| ---- | ----------------------- | -------------- | ------------ | ------- |
| 1    | Graham Hill             | BRM            | 1 min 32 s 2 |         |
| 2    | Jack Brabham            | Brabham-Climax | 1 min 33 s 0 | + 0 s 8 |
| 3    | Jim Clark               | Lotus-Climax   | 1 min 33 s 0 | + 0 s 8 |
| 4    | Bruce McLaren           | Cooper-Climax  | 1 min 33 s 3 | + 1 s 1 |
| 5    | John Surtees            | Ferrari        | 1 min 33 s 6 | + 1 s 4 |
| 6    | Richie Ginther          | BRM            | 1 min 34 s 5 | + 2 s 3 |
| 7    | Joakim Bonnier          | Cooper-Climax  | 1 min 34 s 7 | + 2 s 5 |
| 8    | Tony Maggs              | Cooper-Climax  | 1 min 35 s 0 | + 2 s 8 |
| 9    | Dan Gurney              | Brabham-Climax | 1 min 36 s 2 | + 4 s 0 |
| 10   | Giancarlo Baghetti      | ATS            | 1 min 37 s 8 | + 5 s 6 |
| 11   | Phil Hill               | ATS            | 1 min 38 s 0 | + 5 s 8 |
| 12   | Chris Amon              | Lola-Climax    | 1 min 38 s 4 | + 6 s 2 |
| 13   | Innes Ireland           | BRP-BRM        | 1 min 39 s 0 | + 6 s 8 |
| 14   | Joseph Siffert          | Lotus-BRM      | 1 min 39 s 0 | + 6 s 8 |
| 15   | Carel Godin de Beaufort | Porsche        | 1 min 40 s 2 | + 8 s 0 |
| 16   | Trevor Taylor           | Lotus-Climax   | 1 min 40 s 4 | + 8 s 2 |
| 17   | Gerhard Mitter          | Porsche        | 1 min 41 s 4 | + 9 s 2 |

### Troisième séance - samedi 22 juin (après-midi)
La voiture de Gurney n'est toujours pas prête le samedi après-midi, un nouveau moteur devant être expédié d'Angleterre par avion. Son coéquipier Brabham se met une nouvelle fois en évidence, s'approchant du meilleur temps établi la veille par Graham Hill. Il va toutefois être battu d'un dixième de seconde par McLaren. Après avoir testé la voiture de son coéquipier Taylor, à boîte six vitesses, Clark reprend finalement la sienne (avec boîte cinq), avec laquelle il améliore en fin de séance le record de la piste, tournant à près de 165 km/h de moyenne. Après avoir une nouvelle fois tenté de mettre au point la P61, Hill lui a définitivement préféré la P57 mais n'a cependant pas amélioré son temps de la veille, suffisant néanmoins pour lui assurer une place au centre de la première ligne, entre Clark et McLaren, devant Brabham et Surtees. N'ayant pas tourné de la journée, Gurney s'élancera loin derrière, depuis la sixième ligne.
| Pos. | Pilote                  | Écurie         | Temps        | Écart   |
| ---- | ----------------------- | -------------- | ------------ | ------- |
| 1    | Jim Clark               | Lotus-Climax   | 1 min 31 s 6 |         |
| 2    | Bruce McLaren           | Cooper-Climax  | 1 min 32 s 3 | + 0 s 7 |
| 3    | Jack Brabham            | Brabham-Climax | 1 min 32 s 4 | + 0 s 8 |
| 4    | Graham Hill             | BRM            | 1 min 32 s 5 | + 0 s 9 |
| 5    | John Surtees            | Ferrari        | 1 min 33 s 0 | + 1 s 4 |
| 6    | Richie Ginther          | BRM            | 1 min 33 s 3 | + 1 s 7 |
| 7    | Innes Ireland           | Lotus-BRM      | 1 min 33 s 4 | + 1 s 8 |
| 8    | Joakim Bonnier          | Cooper-Climax  | 1 min 34 s 1 | + 2 s 5 |
| 9    | Tony Maggs              | Cooper-Climax  | 1 min 34 s 3 | + 2 s 7 |
| 10   | Trevor Taylor           | Lotus-Climax   | 1 min 35 s 2 | + 3 s 6 |
| 11   | Ludovico Scarfiotti     | Ferrari        | 1 min 35 s 6 | + 4 s 0 |
| 12   | Chris Amon              | Lola-Climax    | 1 min 35 s 9 | + 4 s 3 |
| 13   | Phil Hill               | ATS            | 1 min 36 s 0 | + 4 s 4 |
| 14   | Gerhard Mitter          | Porsche        | 1 min 38 s 8 | + 7 s 2 |
| 15   | Jim Hall                | Lotus-BRM      | 1 min 39 s 0 | + 7 s 4 |
| 16   | Carel Godin de Beaufort | Porsche        | 1 min 39 s 3 | + 7 s 7 |
| 17   | Joseph Siffert          | Lotus-BRM      | 1 min 39 s 7 | + 8 s 1 |
| 18   | Giancarlo Baghetti      | ATS            | 1 min 41 s 0 | + 9 s 4 |

### Tableau final des qualifications

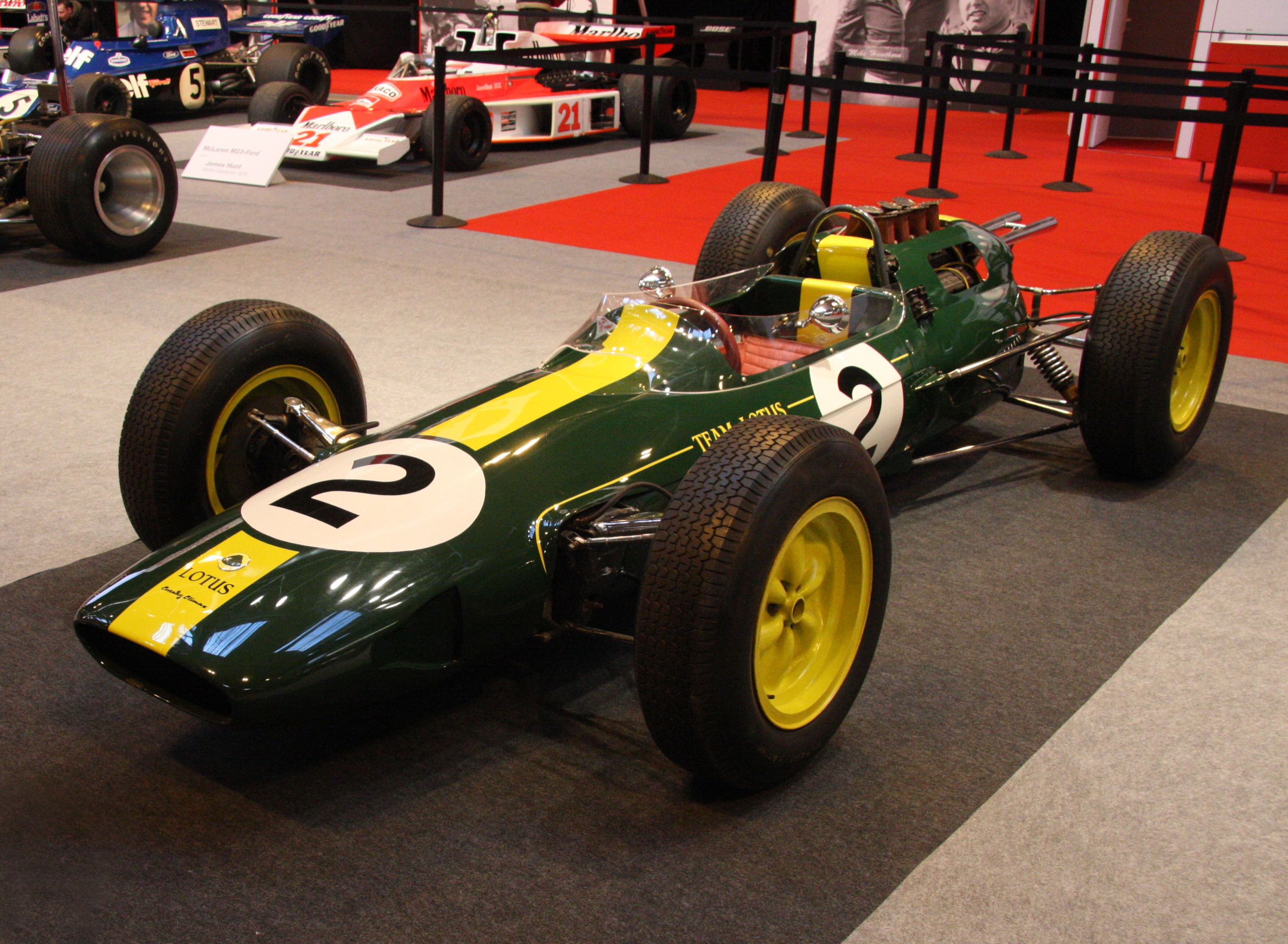
La Lotus 25 de Jim Clark, meilleur temps des qualifications.

| Pos. | Pilote                  | Écurie            | Temps                     | Écart           | Commentaire                          |
| ---- | ----------------------- | ----------------- | ------------------------- | --------------- | ------------------------------------ |
| 1    | Jim Clark               | Lotus-Climax      | 1 min 31 s 6              |                 | temps réalisé le samedi après-midi   |
| 2    | Graham Hill             | BRM               | 1 min 32 s 2              | + 0 s 6         | temps réalisé le vendredi après-midi |
| 3    | Bruce McLaren           | Cooper-Climax     | 1 min 32 s 3              | + 0 s 7         | temps réalisé le samedi après-midi   |
| 4    | Jack Brabham            | Brabham-Climax    | 1 min 32 s 4              | + 0 s 8         | temps réalisé le samedi après-midi   |
| 5    | John Surtees            | Ferrari           | 1 min 33 s 0              | + 1 s 4         | temps réalisé le samedi après-midi   |
| 6    | Richie Ginther          | BRM               | 1 min 33 s 3              | + 1 s 7         | temps réalisé le samedi après-midi   |
| 7    | Innes Ireland           | Lotus-BRM BRP-BRM | 1 min 33 s 3 1 min 33 s 6 | + 1 s 7 + 2 s 0 | temps réalisés le vendredi matin     |
| 8    | Joakim Bonnier          | Cooper-Climax     | 1 min 34 s 1              | + 2 s 5         | temps réalisé le samedi après-midi   |
| 9    | Tony Maggs              | Cooper-Climax     | 1 min 34 s 3              | + 2 s 7         | temps réalisé le samedi après-midi   |
| 10   | Trevor Taylor           | Lotus-Climax      | 1 min 35 s 2              | + 3 s 6         | temps réalisé le samedi après-midi   |
| 11   | Ludovico Scarfiotti     | Ferrari           | 1 min 35 s 6              | + 4 s 0         | temps réalisé le samedi après-midi   |
| 12   | Chris Amon              | Lola-Climax       | 1 min 35 s 9              | + 4 s 3         | temps réalisé le samedi après-midi   |
| 13   | Phil Hill               | ATS               | 1 min 36 s 0              | + 4 s 4         | temps réalisé le samedi après-midi   |
| 14   | Dan Gurney              | Brabham-Climax    | 1 min 36 s 2              | + 4 s 6         | temps réalisé le vendredi après-midi |
| 15   | Giancarlo Baghetti      | ATS               | 1 min 37 s 8              | + 6 s 2         | temps réalisé le vendredi après-midi |
| 16   | Gerhard Mitter          | Porsche           | 1 min 38 s 8              | + 6 s 8         | temps réalisé le samedi après-midi   |
| 17   | Joseph Siffert          | Lotus-BRM         | 1 min 39 s 0              | + 7 s 4         | temps réalisé le vendredi après-midi |
| 18   | Jim Hall                | Lotus-BRM         | 1 min 39 s 0              | + 7 s 4         | temps réalisé le samedi après-midi   |
| 19   | Carel Godin de Beaufort | Porsche           | 1 min 39 s 3              | + 7 s 7         | temps réalisé le samedi après-midi   |

## Grille de départ du Grand Prix
| 1re ligne | Pos. 3                      |                              | Pos. 2                        |                             | Pos. 1                          |
|           | McLaren Cooper 1 min 32 s 3 |                              | G. Hill BRM 1 min 32 s 2      |                             | Clark Lotus 1 min 31 s 6        |
| 2e ligne  |                             | Pos. 5                       |                               | Pos. 4                      |                                 |
|           |                             | Surtees Ferrari 1 min 33 s 0 |                               | Brabham 1 min 32 s 4        |                                 |
| 3e ligne  | Pos. 8                      |                              | Pos. 7                        |                             | Pos. 6                          |
|           | Bonnier Cooper 1 min 34 s 1 |                              | Ireland BRP 1 min 33 s 3      |                             | Ginther BRM 1 min 33 s 3        |
| 4e ligne  |                             | Pos. 10                      |                               | Pos. 9                      |                                 |
|           |                             | Taylor Lotus 1 min 35 s 2    |                               | Maggs Cooper 1 min 34 s 3   |                                 |
| 5e ligne  | Pos. 13                     |                              | Pos. 12                       |                             | Pos. 11                         |
|           | P. Hill ATS 1 min 36 s 0    |                              | Amon Lola 1 min 35 s 9        |                             | Scarfiotti Ferrari 1 min 35 s 6 |
| 6e ligne  |                             | Pos. 15                      |                               | Pos. 14                     |                                 |
|           |                             | Baghetti ATS 1 min 37 s 8    |                               | Gurney Brabham 1 min 36 s 2 |                                 |
| 7e ligne  | Pos. 18                     |                              | Pos. 17                       |                             | Pos. 16                         |
|           | Hall Lotus 1 min 39 s 0     |                              | Siffert Lotus 1 min 39 s 0    |                             | Mitter Porsche 1 min 38 s 8     |
| 8e ligne  |                             |                              | Pos. 19                       |                             |                                 |
|           |                             |                              | Beaufort Porsche 1 min 39 s 3 |                             |                                 |

- Innes Ireland prendra le départ sur sa BRP, mais a réalisé son temps de qualification au volant de son mulet, une Lotus, lors de la première séance d'essais.
- Initialement non engagé, Jim Hall pourra prendre le départ au volant du mulet d'Ireland, la demande de l'équipe BRP ayant été acceptée par les organisateurs.

## Déroulement de la course

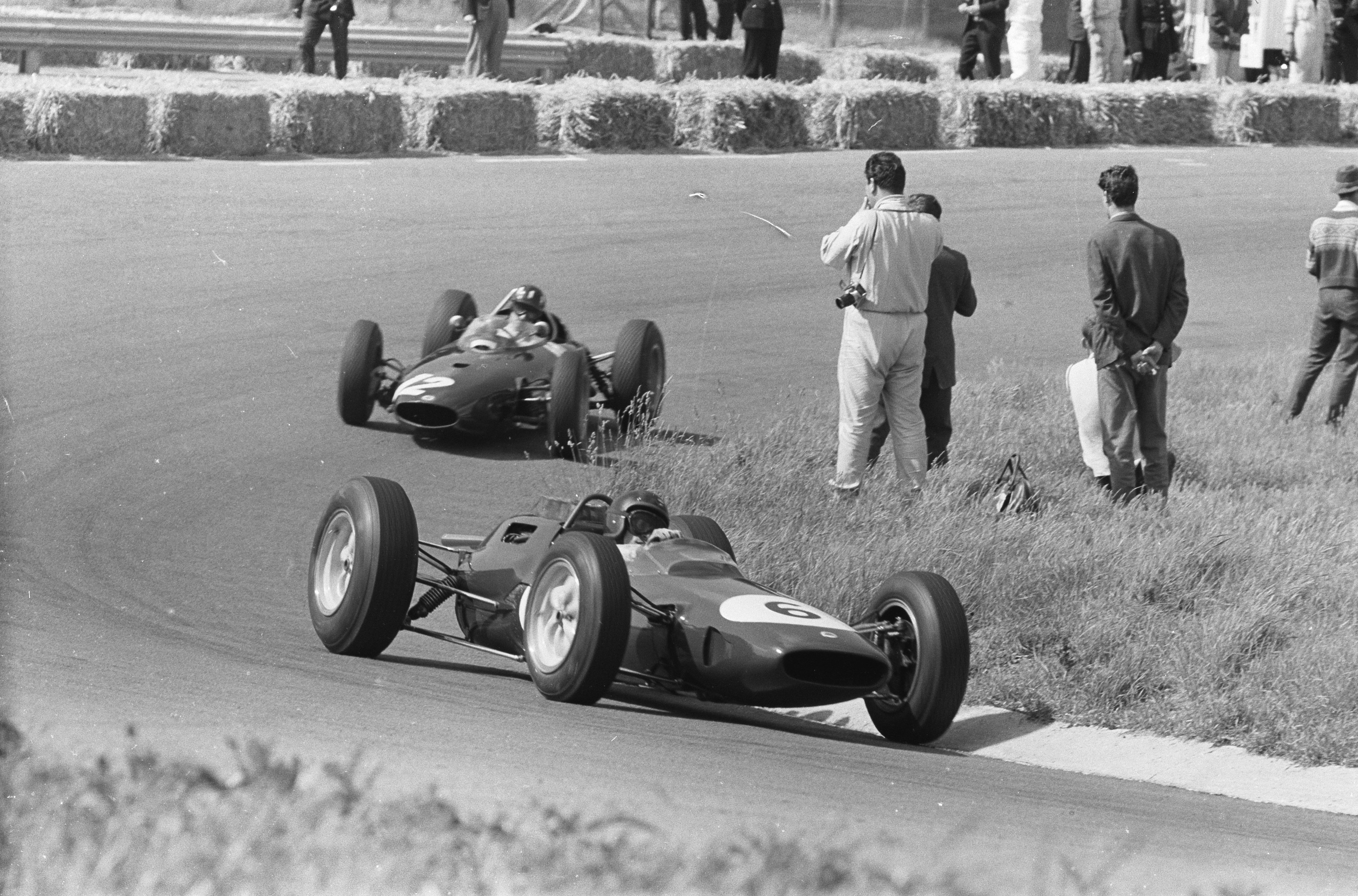
La Lotus 25 de Jim Clark en tête devant la BRM P57 de Graham Hill durant les premiers tours du Grand prix.

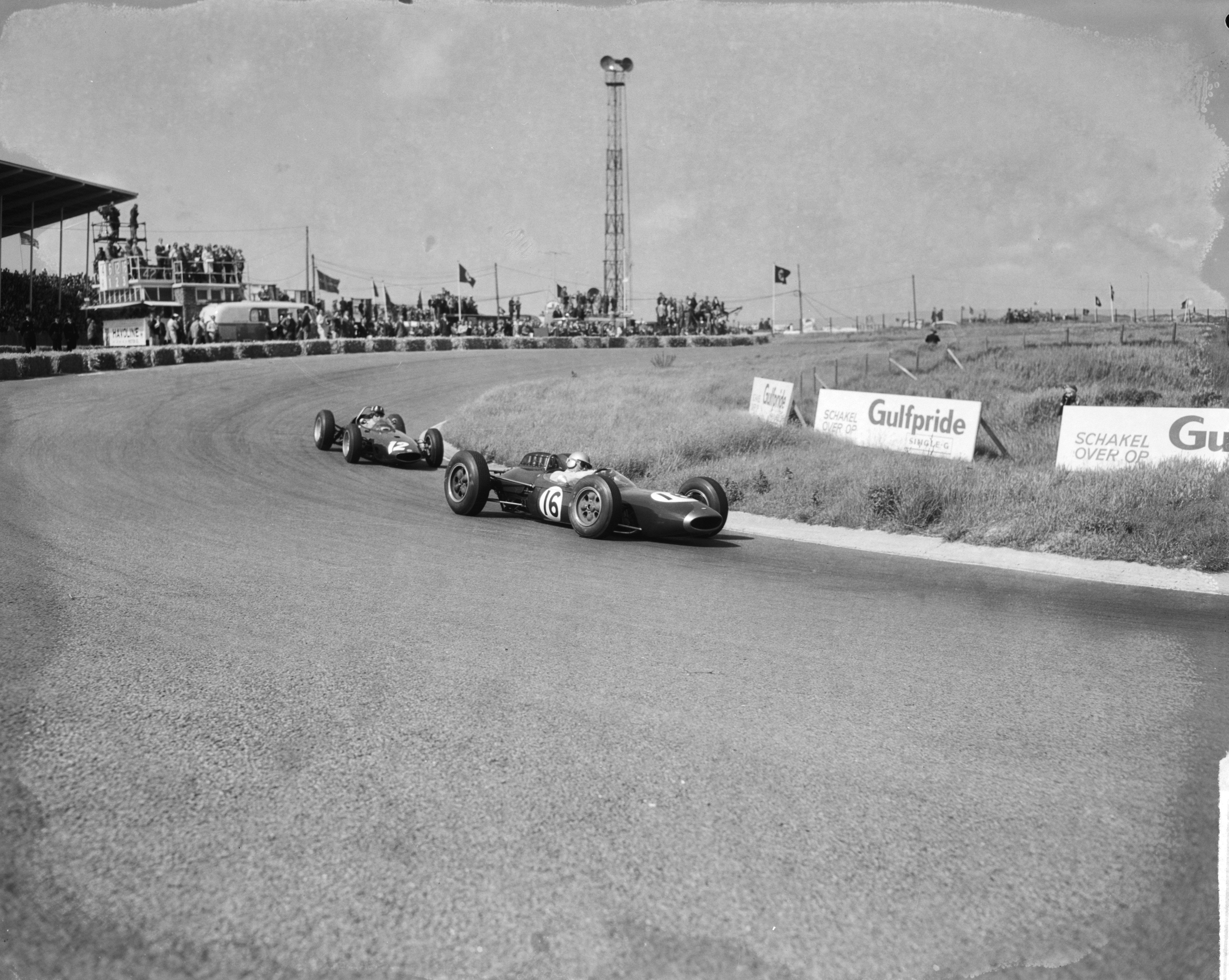
Bataille pour la seconde place entre la Brabham BT7 de Jack Brabham et la BRM de Graham Hill.

Le départ est donné le dimanche à quinze heures quinze sous un chaud soleil. Joakim Bonnier a pris la décision de courir sur sa Cooper T60 de réserve, le moteur de sa nouvelle T66 ayant montré des signes de faiblesse à la fin des essais. Les pilotes de la première ligne s'élancent de concert et abordent de front l'épingle de Tarzan, Jim Clark profitant de sa position à la corde pour virer en tête devant la Cooper de Bruce McLaren et la BRM de Graham Hill. À la fin du premier tour, Hill dépasse McLaren, s'emparant de la deuxième place derrière Clark. McLaren a perdu l'usage des cinquième et sixième rapports et se fait bientôt déborder par l'ensemble du peloton. Le pilote néo-zélandais va s'arrêter une demi-heure à son stand avant de reprendre la piste pour quelques tours seulement avant d'abandonner. Alors que Clark se détache en tête, Jack Brabham talonne Hill et, après plusieurs attaques, finit par le passer au cours du cinquième tour. Clark compte déjà trois secondes d'avance sur ses deux poursuivants immédiats, tandis que Maggs, quatrième sur sa Cooper, mène le reste des poursuivants. Retardé au départ à cause d'un changement de vitesse loupé, Dan Gurney a effectué une spectaculaire remontée depuis la dernière place : le pilote de la seconde Brabham est déjà revenu en onzième position, au sein du peloton. Le Californien dépasse peu après la Lotus de Trevor Taylor avant de batailler longuement avec la Cooper de Joakim Bonnier. Au dixième tour, Clark compte déjà près de sept secondes d'avance sur Brabham, qui s'est quelque peu détaché de Hill. Un peu plus loin, Maggs se maintient en quatrième position, talonné par la Ferrari de John Surtees, la BRP d'Innes Ireland et la BRM de Richie Ginther. Phil Hill, qui avait réussi à se joindre à ce groupe en début de course, a été rapidement décroché, le comportement de son ATS s'étant progressivement dégradé. Le pilote américain abandonnera peu après, attache de roue arrière gauche brisée. Au quinzième tour, alors que Maggs doit renoncer, moteur surchauffé, Gurney est remonté en sixième position, ayant finalement pris le dessus sur Bonnier et Ginther. Au passage suivant, il a encore gagné une place au détriment d'Ireland, et talonne désormais Surtees. En tête, Clark a encore augmenté son avance sur Brabham et Graham Hill qui roulent de concert. Au quart de la course, Hill a repris la deuxième place à Brabham, mais son retard sur Clark est désormais de douze secondes et ne cesse de croître. Derrière, Gurney est en pleine bagarre avec Surtees, le pilote américain finissant par prendre l'avantage au cours du vingt-troisième tour. Alors, qu'il se rapproche alors de son coéquipier Brabham, qui commence à être gêné par une commande d'accélérateur capricieuse, Gurney est rappelé à son stand à la fin du trentième tour pour faire refixer une conduite d'essence. Malgré la très rapide intervention de ses mécaniciens, Surtees, Ireland, Ginther et Bonnier sont entre-temps repassés devant lui. Bonnier étant en proie à des problèmes de boîte de vitesses, Gurney regagne bientôt une place et se lance à la poursuite de Ginther, qu'il dépasse peu avant la mi-course. Toujours en tête, Clark possède à ce moment dix-huit secondes d'avance sur Hill et quarante-deux sur Brabham, toujours ralenti par ses problèmes d'accélérateur. Peu après, Gurney dépossède Ireland de sa cinquième place. Il compte alors trente secondes de retard sur Surtees, quatrième. Continuant à attaquer, il réduit progressivement l'écart sur la Ferrari. Au cinquantième tour, tandis que Clark se maintient vingt secondes devant Hill, Gurney a déjà repris dix secondes à son adversaire britannique. Alors qu'il parvenait à se maintenir en troisième position, Brabham sort de la route au cours du cinquante-cinquième tour, son accélérateur s'étant bloqué. Le champion australien parvient à regagner son stand pour le faire réparer, mais un tube de son châssis est désormais cassé et, bien que reparti septième, ne parviendra pas à rallier l'arrivée. Comptant un tour de retard sur Clark et Hill, Surtees est maintenant troisième, toujours menacé à distance par Gurney. Alors qu'il était solidement installé en seconde position, Hill va être contraint de rentrer au stand à la fin du cinquante-neuvième tour pour faire le plein d'eau, le moteur de sa BRM chauffant exagérément. Il repart en quatrième position derrière Surtees et Gurney, Clark étant maintenant hors de portée, possédant plus d'un tour d'avance sur tous ses adversaires.
Alors qu'il tente d'enrayer la remontée de Gurney, Surtees effectue un tête-à-queue en abordant pour la soixante-troisième fois l'épingle de Tarzan. Il parvient à repartir, mais Gurney et Hill sont entre-temps passés. Hill revient rapidement sur Gurney et, au soixante-dixième tour, s'apprête à lui reprendre la deuxième place lorsque le moteur de la BRM le lâche, joint de culasse claqué. La course est jouée et les dix derniers tours n'apporteront aucun changement, Clark s'octroyant la victoire après avoir une nouvelle fois distancé tous ses rivaux. Dernier au premier virage et malgré un arrêt au stand, Gurney obtient une belle deuxième place devant la Ferrari de Surtees et la BRP d'Ireland.

### Classements intermédiaires
Classements intermédiaires des monoplaces aux premier, deuxième, cinquième, dixième, quinzième, vingtième, vingt-cinquième, trentième, quarantième, cinquantième, soixantième, soixante-cinquième et soixante-dixième tours,.

### Classement de la course

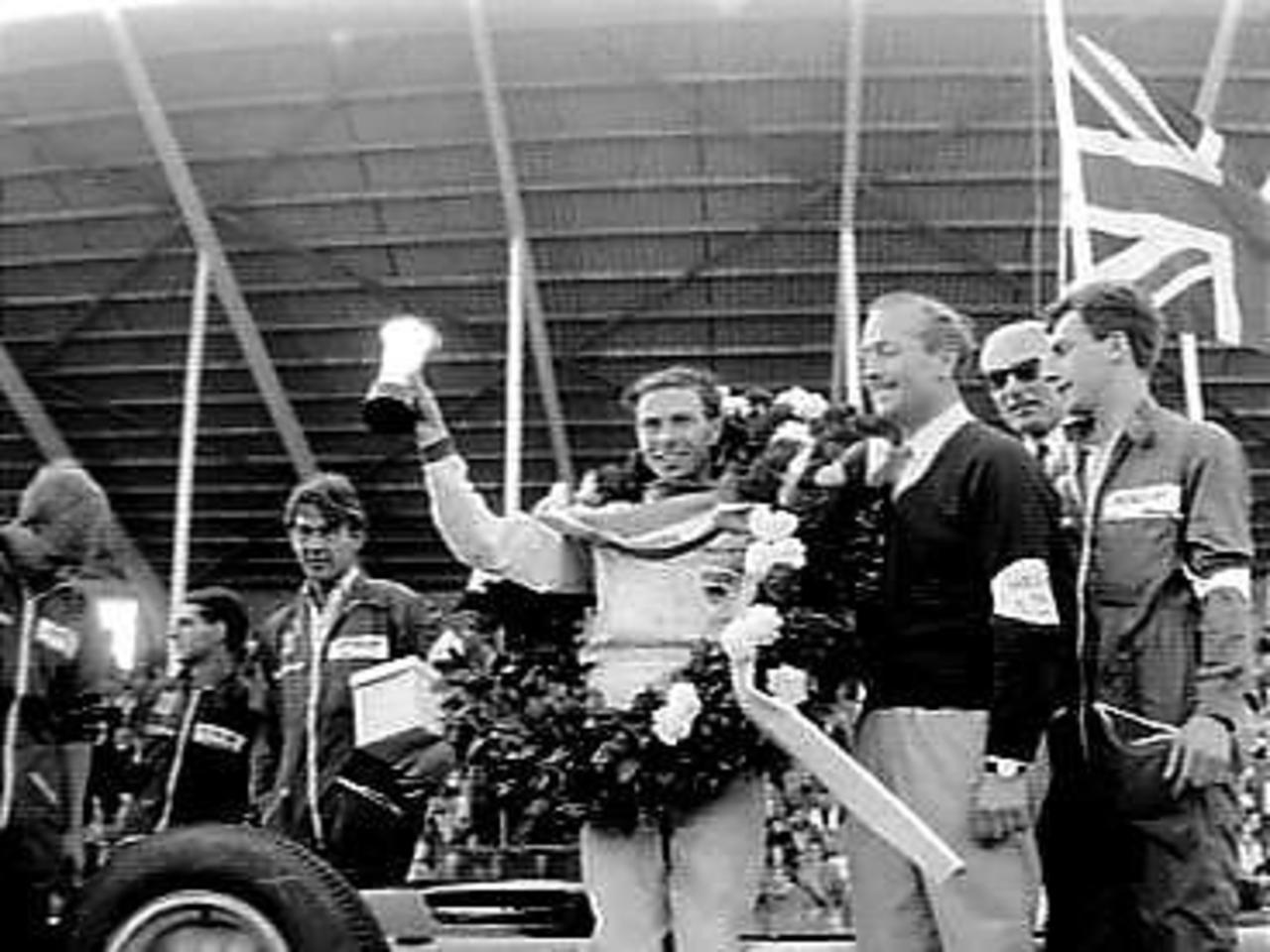
Jim Clark après sa victoire.

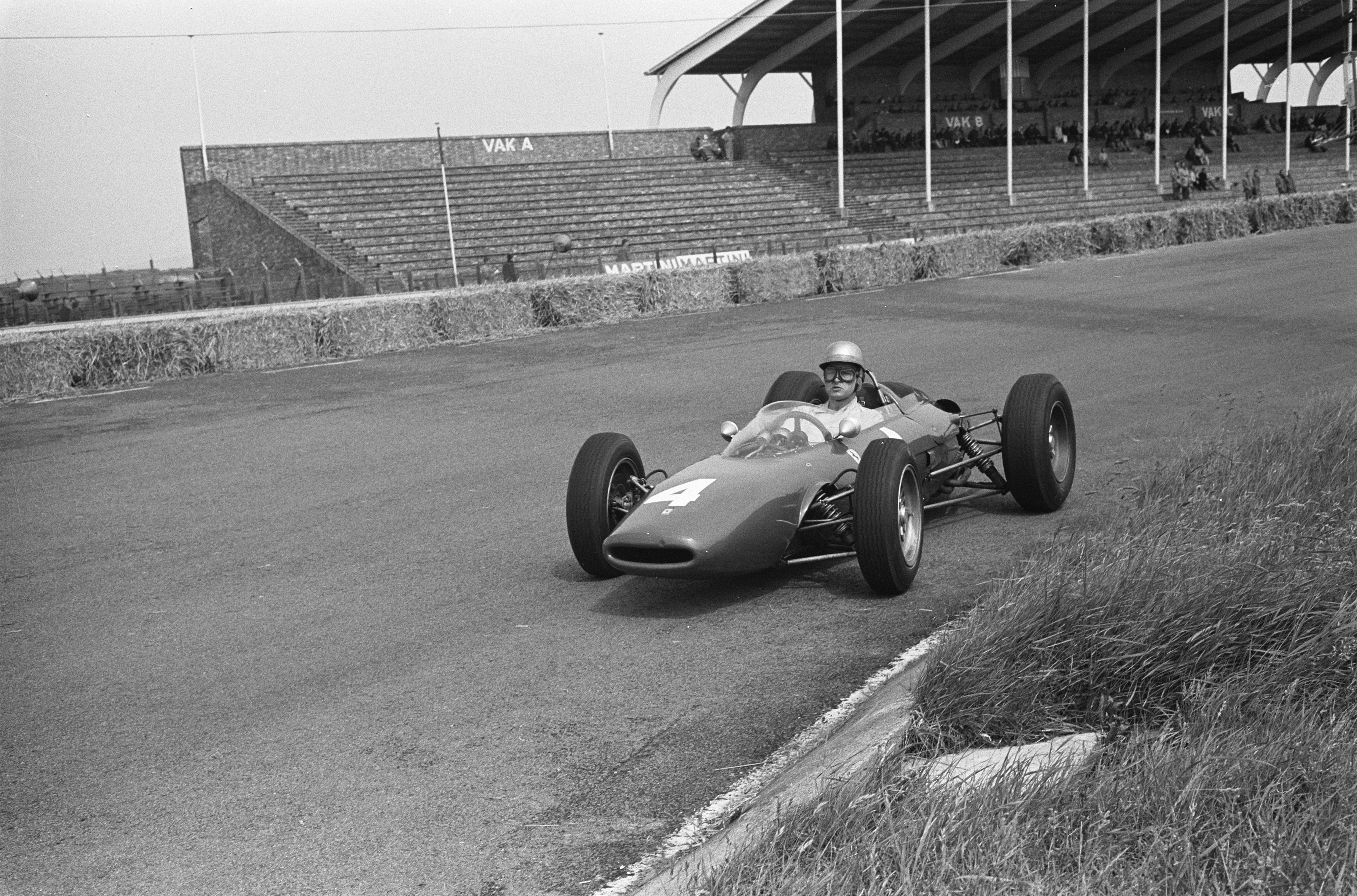
La Ferrari 156 de Ludovico Scarfiotti, sixième pour sa première course en F1.

| Pos  | No | Pilote                  | Écurie         | Tours | Temps/Abandon                  | Grille | Points |
| ---- | -- | ----------------------- | -------------- | ----- | ------------------------------ | ------ | ------ |
| 1    | 6  | Jim Clark               | Lotus-Climax   | 80    | 2 h 08 min 13 s 7              | 1      | 9      |
| 2    | 18 | Dan Gurney              | Brabham-Climax | 79    | 2 h 08 min 21 s 2 (+ 1 tour)   | 14     | 6      |
| 3    | 2  | John Surtees            | Ferrari        | 79    | 2 h 08 min 33 s 6 (+ 1 tour)   | 5      | 4      |
| 4    | 30 | Innes Ireland           | BRP-BRM        | 79    | 2 h 08 min 50 s 1 (+ 1 tour)   | 7      | 3      |
| 5    | 14 | Richie Ginther          | BRM            | 79    | 2 h 08 min 55 s 8 (+ 1 tour)   | 6      | 2      |
| 6    | 4  | Ludovico Scarfiotti     | Ferrari        | 78    | 2 h 08 min 41 s 6 (+ 2 tours)  | 11     | 1      |
| 7    | 36 | Jo Siffert              | Lotus-BRM      | 77    | 2 h 08 min 48 s 2 (+ 3 tours)  | 17     |        |
| 8    | 42 | Jim Hall                | Lotus-BRM      | 77    | 2 h 09 min 41 s 8 (+ 3 tours)  | 18     |        |
| 9    | 32 | Carel Godin de Beaufort | Porsche        | 75    | 2 h 09 min 42 s 6 (+ 5 tours)  | 19     |        |
| 10   | 8  | Trevor Taylor           | Lotus-Climax   | 66    | 2 h 09 min 37 s 8 (+ 14 tours) | 10     |        |
| 11   | 28 | Jo Bonnier              | Cooper-Climax  | 56    | 2 h 08 min 22 s 1 (+ 24 tours) | 8      |        |
| Abd. | 12 | Graham Hill             | BRM            | 69    | Surchauffe moteur              | 2      |        |
| Abd. | 16 | Jack Brabham            | Brabham-Climax | 68    | Accident                       | 4      |        |
| Abd. | 10 | Chris Amon              | Lola-Climax    | 29    | Pompe à eau                    | 12     |        |
| Abd. | 26 | Giancarlo Baghetti      | ATS            | 17    | Allumage                       | 15     |        |
| Abd. | 24 | Phil Hill               | ATS            | 15    | Suspension                     | 13     |        |
| Abd. | 22 | Tony Maggs              | Cooper-Climax  | 14    | Surchauffe moteur              | 9      |        |
| Abd. | 20 | Bruce McLaren           | Cooper-Climax  | 7     | Boîte de vitesses              | 3      |        |
| Abd. | 34 | Gerhard Mitter          | Porsche        | 2     | Embrayage                      | 16     |        |

Légende :
- Abd.=abandon

### Pole position et record du tour
- Pole position :  Jim Clark en 1 min 31 s 6 (vitesse moyenne : 164,790 km/h). Temps réalisé lors de la journée d'essais du samedi 22 juin[1].
- Meilleur tour en course :  Jim Clark en 1 min 33 s 7 au 56e tour (vitesse moyenne : 161,097 km/h).

#### Évolution du record du tour en course
Le meilleur tour ne fut amélioré qu'à deux reprises au cours de l'épreuve.

### Tours en tête
- Jim Clark : 80 tours (1-80)

## Classement général à l'issue de la course
- Attribution des points : 9, 6, 4, 3, 2, 1 respectivement aux six premiers de chaque épreuve.
- Pour la coupe des constructeurs, même barème et seule la voiture la mieux classée de chaque équipe inscrit des points.
- Seuls les six meilleurs résultats sont comptabilisés.
- Le règlement permet aux pilotes de se relayer sur une même voiture, les points éventuellement acquis étant alors perdus pour pilotes et constructeur[1].

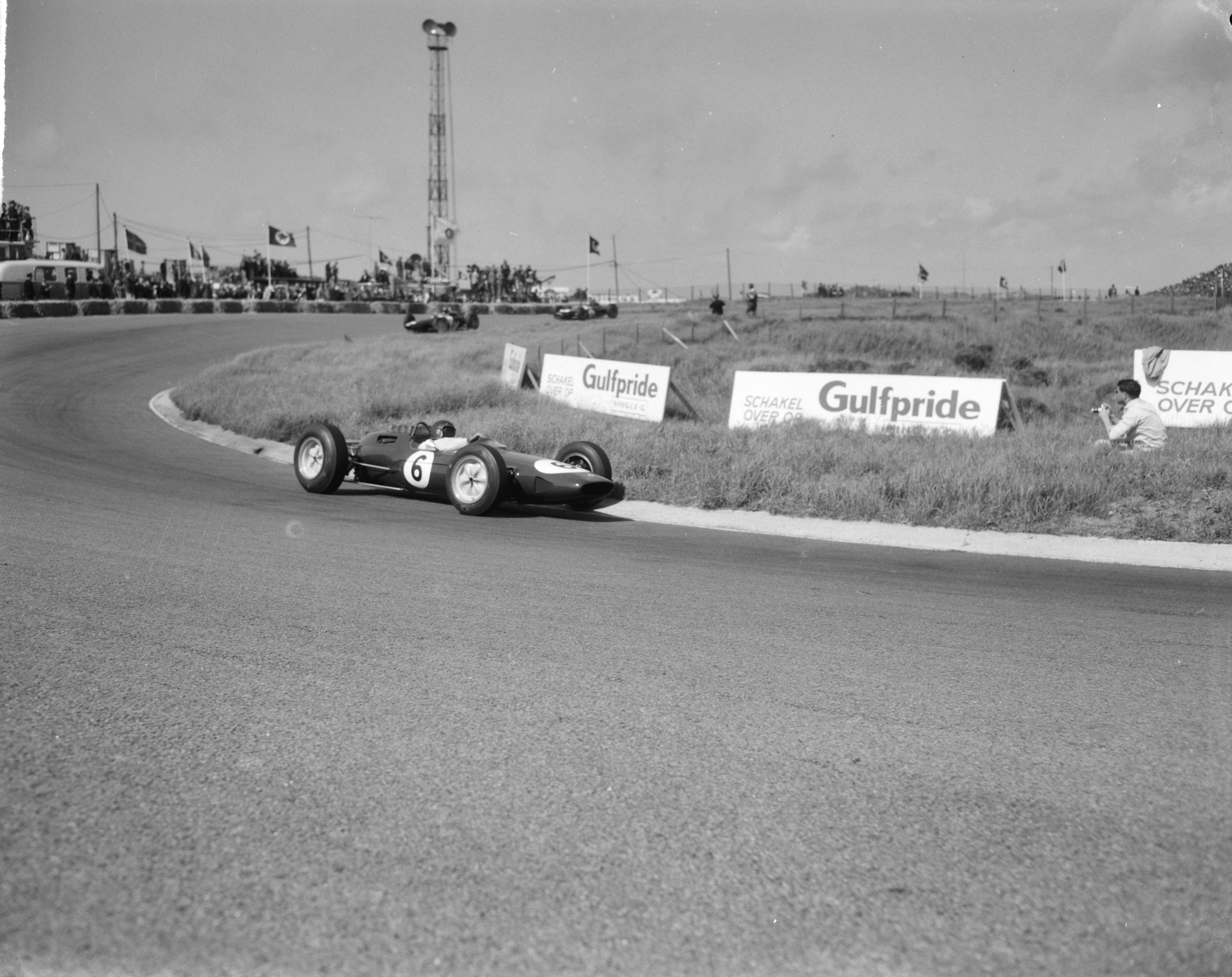
Victorieux à Zandvoort au volant de sa Lotus 25, Jim Clark prend la tête du championnat du monde.

| Pos. | Pilote                  | Écurie  | Points | MON | BEL | NL | FRA | GBR | ALL | ITA | USA | MEX | AFS |
| ---- | ----------------------- | ------- | ------ | --- | --- | -- | --- | --- | --- | --- | --- | --- | --- |
| 1    | Jim Clark               | Lotus   | 18     | -   | 9   | 9  |     |     |     |     |     |     |     |
| 2    | Richie Ginther          | BRM     | 11     | 6   | 3   | 2  |     |     |     |     |     |     |     |
| 3    | Bruce McLaren           | Cooper  | 10     | 4   | 6   | -  |     |     |     |     |     |     |     |
|      | Dan Gurney              | Brabham | 10     | -   | 4   | 6  |     |     |     |     |     |     |     |
| 5    | Graham Hill             | BRM     | 9      | 9   | -   | -  |     |     |     |     |     |     |     |
| 6    | John Surtees            | Ferrari | 7      | 3   | -   | 4  |     |     |     |     |     |     |     |
| 7    | Innes Ireland           | BRP     | 3      | -   | -   | 3  |     |     |     |     |     |     |     |
| 8    | Tony Maggs              | Cooper  | 2      | 2   | -   | -  |     |     |     |     |     |     |     |
|      | Joakim Bonnier          | Cooper  | 2      | -   | 2   | -  |     |     |     |     |     |     |     |
| 10   | Trevor Taylor           | Lotus   | 1      | 1   | -   | -  |     |     |     |     |     |     |     |
|      | Carel Godin de Beaufort | Porsche | 1      | -   | 1   | -  |     |     |     |     |     |     |     |
|      | Ludovico Scarfiotti     | Ferrari | 1      | -   | -   | 1  |     |     |     |     |     |     |     |

| Pos. | Écurie         | Points | MON | BEL | NL | FRA | GBR | ALL | ITA | USA | MEX | AFS |
| ---- | -------------- | ------ | --- | --- | -- | --- | --- | --- | --- | --- | --- | --- |
| 1    | Lotus-Climax   | 19     | 1   | 9   | 9  |     |     |     |     |     |     |     |
| 2    | BRM            | 14     | 9   | 3   | 2  |     |     |     |     |     |     |     |
| 3    | Cooper-Climax  | 10     | 4   | 6   | -  |     |     |     |     |     |     |     |
|      | Brabham-Climax | 10     | -   | 4   | 6  |     |     |     |     |     |     |     |
| 5    | Ferrari        | 7      | 3   | -   | 4  |     |     |     |     |     |     |     |
| 6    | BRP-BRM        | 3      | -   | -   | 3  |     |     |     |     |     |     |     |
| 7    | Porsche        | 1      | -   | 1   | -  |     |     |     |     |     |     |     |

## À noter
- 5e victoire en championnat du monde pour Jim Clark.
- 2e chelem en championnat du monde pour Jim Clark (pole position, meilleur tour en course, victoire et GP mené de bout en bout).
- 10e victoire en championnat du monde pour Lotus en tant que constructeur.
- 24e victoire en championnat du monde pour Climax en tant que motoriste.